# 第17回IBAFインターコンチネンタルカップ
第17回IBAFインターコンチネンタルカップ（2010 Intercontinental Cup）は、IBAFインターコンチネンタルカップの第17回大会で、2010年10月23日から31日にかけて台湾で開催された。
キューバが8戦全勝で3大会連続11度目の優勝を飾り、オランダが前回大会に続いて2位となった。開催国代表のチャイニーズタイペイは4位。日本はNPB所属の25歳以下のプロ選手で編成したものの前回の4位を下回る5位に終わった。なお、IBAFの国際大会の整理・統合のため、今大会がインターコンチネンタルカップの最終回となった。
日本代表チームについては第17回IBAFインターコンチネンタルカップ日本代表を、キューバ代表チームについては第17回IBAFインターコンチネンタルカップ・キューバ代表を参照。

## 出場国・地域
| プールA                                    | プールB                    |
| ------------------------------------------ | -------------------------- |
| チャイニーズタイペイ（開催国 前回大会3位） | オランダ（前回大会準優勝） |
| キューバ（前回大会優勝）                   | 日本                       |
| 韓国                                       | ニカラグア                 |
| チェコ                                     | イタリア                   |
| 香港                                       | タイ                       |

## 試合日程と結果

### 第一ラウンド

#### プールA
台中インターコンチネンタルスタジアム(台中市)・斗六野球場(雲林県斗六市)　 ※開始時刻は日本時間、すべて左側のチームがホーム扱い
| 順位 | チーム名             | キューバの旗 | チャイニーズタイペイの旗 | 大韓民国の旗 | チェコの旗 | 香港の旗 | 勝数 | 敗数 | 引分 | 得点 | 失点 | 勝率 |
| ---- | -------------------- | ------------ | ------------------------ | ------------ | ---------- | -------- | ---- | ---- | ---- | ---- | ---- | ---- |
| 1    | キューバ             | -            | ○2-0                     | ○3-0         | ○18-0      | ○20-0    | 4    | 0    | 0    | 43   | 0    | 1.00 |
| 2    | チャイニーズタイペイ | ●0-2         | -                        | ○11-5        | ○6-0       | ○10-0    | 3    | 1    | 0    | 27   | 7    | .750 |
| 3    | 韓国                 | ●0-3         | ●5-11                    | -            | ○9-0       | ○17-2    | 2    | 2    | 0    | 31   | 16   | .500 |
| 4    | チェコ               | ●0-18        | ●0-6                     | ●0-9         | -          | ○16-0    | 1    | 3    | 0    | 16   | 33   | .250 |
| 5    | 香港                 | ●0-20        | ●0-10                    | ●2-17        | ●0-16      | -        | 0    | 4    | 0    | 2    | 63   | .000 |
2010年10月23日（土）
- 13:30　チャイニーズタイペイ　11 - 5　韓国　（台中インターコンチネンタルスタジアム）
- 19:30　チェコ　0（6回コールド）18　キューバ　（台中インターコンチネンタルスタジアム）

2010年10月24日（日）
- 13:30　韓国　17（5回コールド）2　香港　（台中インターコンチネンタルスタジアム）
- 13:30　チェコ　0 - 6　チャイニーズタイペイ　（斗六野球場）

2010年10月25日（月）
- 19:30　香港　0（7回コールド）10　チャイニーズタイペイ　（台中インターコンチネンタルスタジアム）
- 19:30　キューバ　3 - 0　韓国　（斗六野球場）

2010年10月26日（火）
- 13:30　香港　0（6回コールド）16　チェコ　（斗六野球場）
- 19:30　チャイニーズタイペイ　0 - 2　キューバ　（斗六野球場）

2010年10月27日（水）
- 13:30　キューバ　20（5回コールド）0　香港　（台中インターコンチネンタルスタジアム）
- 19:30　韓国　9 - 0　チェコ　（斗六野球場）

#### プールB
台中インターコンチネンタルスタジアム(台中市)・斗六野球場(雲林県斗六市)　 ※開始時刻は日本時間、すべて左側のチームがホーム扱い
| 順位 | チーム名   | オランダの旗 | 日本の旗 | イタリアの旗 | ニカラグアの旗 | タイ王国の旗 | 勝数 | 敗数 | 引分 | 得点 | 失点 | 勝率 |
| ---- | ---------- | ------------ | -------- | ------------ | -------------- | ------------ | ---- | ---- | ---- | ---- | ---- | ---- |
| 1    | オランダ   | -            | ●1-2     | ○10-0        | ○6-1           | ○7-2         | 3    | 1    | 0    | 24   | 5    | .750 |
| 2    | 日本       | ○2-1         | -        | ●0-3         | ○8-0           | ○15-0        | 3    | 1    | 0    | 25   | 4    | .750 |
| 3    | イタリア   | ●0-10        | ○3-0     | -            | ○5-2           | ○15-6        | 3    | 1    | 0    | 23   | 18   | .750 |
| 4    | ニカラグア | ●1-6         | ●0-8     | ●2-5         | -              | ○18-3        | 1    | 3    | 0    | 21   | 22   | .250 |
| 5    | タイ       | ●2-7         | ●0-15    | ●6-15        | ●3-18          | -            | 0    | 4    | 0    | 11   | 55   | .000 |
　 　※ 規定により、1〜3位は当該チーム間の得失点率による
2010年10月23日（土）
- 16:30　イタリア　0（7回コールド）10　オランダ　（斗六野球場）
- 20:30　ニカラグア　0 - 8　日本　（斗六野球場）

2010年10月24日（日）
- 19:30　ニカラグア　1 - 6　オランダ　（台中インターコンチネンタルスタジアム）
- 19:30　タイ　6 - 15　イタリア　（斗六野球場）

2010年10月25日（月）
- 13:30　イタリア　5x - 2　ニカラグア　（台中インターコンチネンタルスタジアム）
- 13:30　日本　15（5回コールド）0　タイ　（斗六野球場）

2010年10月26日（火）
- 13:30　タイ　3（7回コールド）18　ニカラグア　（台中インターコンチネンタルスタジアム）
- 19:30　オランダ　1 - 2　日本　（台中インターコンチネンタルスタジアム）

2010年10月27日（水）
- 13:30　オランダ　7 - 2　タイ　（斗六野球場）
- 19:30　日本　0 - 3　イタリア　（台中インターコンチネンタルスタジアム）

### 第二ラウンド

#### 7〜10位決定ラウンド
台中野球場（台中市） ※開始時刻は日本時間、左側のチームがホーム扱い
2010年10月29日（金）
- 13:30　[A4位] チェコ　13 （7回コールド） 3　タイ [B5位]　（台中野球場）{a}
- 19:30　[B4位] ニカラグア　12 （7回コールド） 2　香港 [A5位]　（台中野球場）{b}

#### 1〜6位決定ラウンド
第一ラウンドの各プール上位3チームが進出。第一ラウンドの同プール内での当該対戦成績を加えたうえで6チームによる総当たり戦の形式となる。
　 台中インターコンチネンタルスタジアム(台中市)・斗六野球場(雲林県斗六市)　※斜体数字は第一ラウンドでの対戦、開始時刻は日本時間
| 順位 | チーム名                    | キューバの旗 | オランダの旗 | チャイニーズタイペイの旗 | イタリアの旗 | 大韓民国の旗 | 日本の旗 | 勝数 | 敗数 | 引分 | 得点 | 失点 | 勝率 |
| ---- | --------------------------- | ------------ | ------------ | ------------------------ | ------------ | ------------ | -------- | ---- | ---- | ---- | ---- | ---- | ---- |
| 1    | キューバ [A1位]             | -            | ○6-3         | ○2-0                     | ○5-3         | ○3-0         | ○4-1     | 5    | 0    | 0    | 20   | 7    | 1.00 |
| 2    | オランダ [B1位]             | ●3-6         | -            | ○5-3                     | ○10-0        | ○3-1         | ●1-2     | 3    | 2    | 0    | 22   | 12   | .600 |
| 3    | チャイニーズタイペイ [A2位] | ●0-2         | ●3-5         | -                        | ○6-2         | ○11-5        | ○12-5    | 3    | 2    | 0    | 32   | 19   | .600 |
| 4    | イタリア [B3位]             | ●3-5         | ●0-10        | ●2-6                     | -            | ○5-2         | ○3-0     | 2    | 3    | 0    | 13   | 23   | .400 |
| 5    | 韓国 [A3位]                 | ●0-3         | ●1-3         | ●5-11                    | ●2-5         | -            | ○8-1     | 1    | 4    | 0    | 16   | 23   | .200 |
| 6    | 日本 [B2位]                 | ●1-4         | ○2-1         | ●5-12                    | ●0-3         | ●1-8         | -        | 1    | 4    | 0    | 9    | 28   | .200 |
　  　※ 規定により、2・3位、5・6位は当該チーム間の対戦成績による
2010年10月28日（木）　※左側のチームがホーム扱い（コイントスでホームチームを決定）
- 13:30　[A1位] キューバ　6 - 3　オランダ [B1位]　（台中インターコンチネンタルスタジアム）
- 15:00　[B3位] イタリア　5 - 2　韓国 [A3位]　（斗六野球場）
- 19:30　[A2位] チャイニーズタイペイ　12 - 5　日本 [B2位]　（台中インターコンチネンタルスタジアム）

2010年10月29日（金）　※左側のチームがホーム扱い
- 13:30　[A1位] キューバ　4 - 1　日本 [B2位]　（台中インターコンチネンタルスタジアム）
- 15:00　[B1位] オランダ　3 - 1　韓国 [A3位]　（斗六野球場）
- 19:30　[A2位] チャイニーズタイペイ　6 - 2　イタリア [B3位]　（台中インターコンチネンタルスタジアム）

2010年10月30日（土）　※左側のチームがホーム扱い
- 13:30　[B1位] オランダ　5 （延長10回タイブレーク） 3　チャイニーズタイペイ [A2位]　（台中インターコンチネンタルスタジアム）
- 15:00　[A1位] キューバ　5 - 3　イタリア [B3位]　（斗六野球場）
- 19:30　[B2位] 日本　1 - 8　韓国 [A3位]　（台中インターコンチネンタルスタジアム）

### 第三ラウンド(順位決定戦)
※開始時刻は日本時間、左側のチームがホーム扱い
2010年10月30日（土）
- 9位決定戦　　13:30　[試合aの敗者] タイ　6 - 5　香港 [試合bの敗者]　（台中野球場）
- 7位決定戦　　19:30　[試合aの勝者] チェコ　5 - 11　ニカラグア [試合bの勝者]　（台中野球場）

2010年10月31日（日）
- 5位決定戦　　13:30　[第二ラウンド5位] 韓国　1 - 2　日本 [第二ラウンド6位]　（斗六野球場）
- 3位決定戦　　13:30　[第二ラウンド3位] チャイニーズタイペイ　3 - 4　イタリア [第二ラウンド4位]　（台中インターコンチネンタルスタジアム）
- 優勝決定戦　　19:30　[第二ラウンド1位] キューバ　4 - 1　オランダ [第二ラウンド2位]　（台中インターコンチネンタルスタジアム）

## 最終順位
| 順位 | 国・地域             | 勝数 | 敗数 | 引分 | 得点 | 失点 |
| ---- | -------------------- | ---- | ---- | ---- | ---- | ---- |
| 1    | キューバ             | 8    | 0    | 0    | 62   | 8    |
| 2    | オランダ             | 5    | 3    | 0    | 36   | 19   |
| 3    | イタリア             | 5    | 3    | 0    | 37   | 34   |
| 4    | チャイニーズタイペイ | 5    | 3    | 0    | 51   | 23   |
| 5    | 日本                 | 4    | 4    | 0    | 34   | 29   |
| 6    | 韓国                 | 3    | 5    | 0    | 43   | 31   |
| 7    | ニカラグア           | 3    | 3    | 0    | 43   | 29   |
| 8    | チェコ               | 2    | 4    | 0    | 34   | 47   |
| 9    | タイ                 | 1    | 5    | 0    | 20   | 73   |
| 10   | 香港                 | 0    | 6    | 0    | 9    | 81   |

| 第17回IBAFインターコンチネンタルカップ優勝国 |
| -------------------------------------------- |
| · キューバ · 3大会連続11回目                 |